# Högerextremism i Schweiz
Högerextremismen i Schweiz etablerades under fascismens framväxt i Europa under mellankrigstiden, och var under perioden för kalla kriget en marginell företeelse. Undantaget finns på 1970 då en våg av radikal högerpopulism inom det schweiziska politiska livet ägde rum. Sedan 2000 har högerpopulismen återigen uppmärksammats i media i och med det högerextrema Schweiziska folkpartiets framgångar i valen.
Schweiz var ett av de länder i Europa som tycktes ha goda förutsättningar att slippa högerextrema och fascistiska rörelser under tiden för världskrigen (1914–1945), eftersom ekonomin var stabil, välfärden spridd, demokratin hade djupa rötter och hårdför nationalism saknades. Trots detta fanns dock ett antal högerextrema och fascistiska grupper i landet. Den äldsta av dessa var Eugen Birchers Schweizerischer Vaterländischer Verband, grundat 1918.[källa behövs]